# Alois Pelzmann
Alois Pelzmann (geboren am 13. April 1894 in Borgsdorf, Fürstenfeld; gestorben am 18. Dezember 1942 in Wien) war ein österreichischer Arbeiter und Widerstandskämpfer gegen das NS-Regime. Er wurde vom Volksgerichtshof zum Tode verurteilt und geköpft.

## Leben
Pelzmann war Arbeiter in der Landwirtschaft und lebte in Güssing. Er schloss sich 1923 der Sozialdemokratischen Arbeiterpartei Österreichs an, 1933 der KPÖ. Er war bereits vor 1938 Leiter der kommunistischen Ortsgruppe von Stegersbach. Am 12. August 1942 wurde ihm – gemeinsam mit Ludwig Fabian, Franz Glötzl und Anton Roth – vor dem Volksgerichtshof in Graz der Prozess gemacht. Das Urteil für alle vier Angeklagten lautete auf die Todesstrafe und zum dauernden Verlust der bürgerlichen Ehrenrechte. Als Begründung wird Vorbereitung zum Hochverrat genannt.

„Als sein Schwager Anton Roth ihm im Jahre 1939 eröffnete, dass er der KPÖ angehöre, fand sich auf Zureden auch Pelzmann bereit und zahlte Beiträge in Höhe von 1.– RM monatlich bis Juni 1941. Seine frühere Inschutznahme wegen marxistischer Betätigung war auf ihn ohne Eindruck geblieben. Bei dem Appell im Dezember 1940 ließ er sich als Ortskassierer für Stegersbach einsetzen und warb in der Folgezeit den Arbeiter Josef Moritz, den Landwirt Hermann Graf, den Briefbesteller Julius Hobel und den Maurer Anton Graf für die KPÖ mit Erfolg an.“

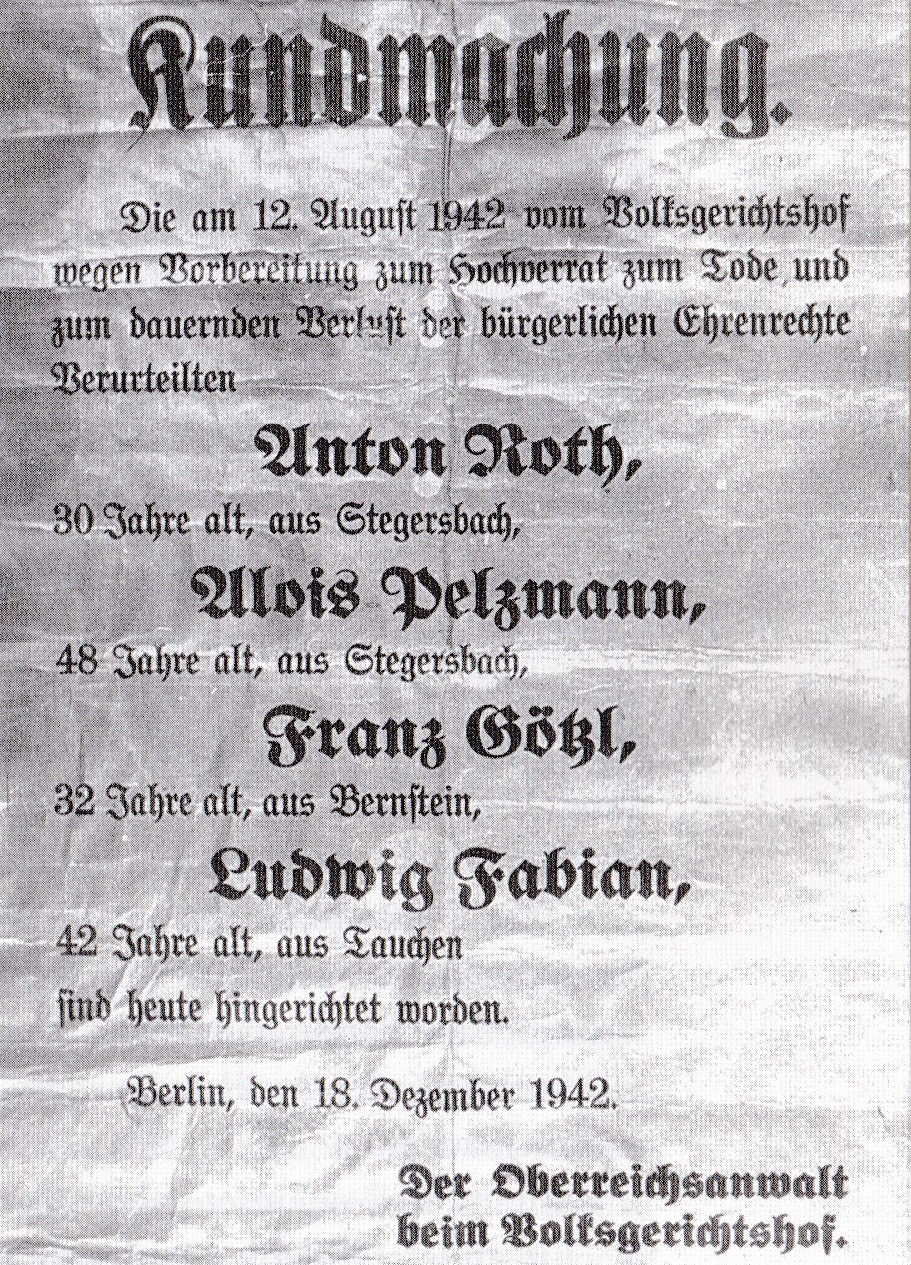
Kundmachung der Vollstreckung von vier Todesurteilen, 18. Dezember 1942

Die Hinrichtung aller vier Angeklagten erfolgte am 18. Dezember 1942 im Landesgericht Wien durch das Fallbeil. Der Oberreichsanwalt beim Volksgerichtshof veranlasste eine Kundmachung der Hinrichtung der vier Widerstandskämpfer mittels öffentlichem Plakataushang. Darauf ist der Name Franz Glötzls falsch geschrieben, es fehlt das erste L.

## Gedenken
Pelzmanns Name findet sich auf der Gedenktafel im ehemaligen Hinrichtungsraum des Wiener Landesgerichts. Er ist in der Schachtgräberanlage der Gruppe 40 (Reihe 31/Grab 125) des Wiener Zentralfriedhofes bestattet.